# Улица на процесиите
Улицата на процесиите е условно название на пътя, водещ от външните укрепления на древния град Вавилон до Портата на Ищар. Датира от времето на Нововавилонското царство, VI век пр.н.е. и споменатия в Библията цар Навуходоносор II. Запазен строителен надпис на портата показва, че е построена по негова поръчка. Крепостните стени на Вавилон се свързват с висящите градини, които са били сред седемте чудеса на света до VI век, след което са заменени от Александрийския фар.
Стените на улицата са облицовани с цветни глазирани керамични плочки, оцветени основно в свещения за месопотамските религии тъмносин цвят. Изобразени са лъвове, бикове и различни фантастични животни като грифони и дракони, които се смятат за пазители на портите и градовете. Изобразителните пана са очертани от растителни фризове. Изобразени са и свещени растения, като палмата.
Всяка година на новогодишния празник във Вавилон по „Улицата на процесиите“ са минавали религиозни шествия, при които в свещена обиколка са носени статуи на почитани божества. По нея са минавали процесиите в чест на великия бог Мардук – върховния бог на Вавилон. От двете страни на улицата се издигали високи седемметрови стени. Те били украсени с пъстроцветни релефи на лъвове, а от „Портата на Ищар“ гледали озъбени изображения на дракони и грифони. Неприятелят, който искал да проникне във Вавилон, трябвало да мине по улицата, а тя се превръщала в път към смъртта.
По-голямата част от находките от „Портата на Ищар“ и „Улицата на процесиите“ са изнесени от Ирак. Възстановка на портата и част от улицата се съхраняват в берлинския Пергамски музей. Малки части с изображения на бикове, дракони и лъвове се съхраняват в музеите в Истанбул, Детройт, Лувъра в Париж, Метрополитън в Ню Йорк и др.
- Портата на Ищар и част от Улицата на процесиите, Музей Пергамон, Берлин
- Изображение на бик от Улицата на процесиите
- Бикове и дракони, Археологически музей, Истанбул